# Чезена (футбольный клуб)
«Чезена» — итальянский футбольный клуб из одноимённого города. Основан в 1940 году, дебютировал в Серии A в 1973 году. Всего в высшем дивизионе провёл 11 сезонов, лучшим результатом является 6 место в сезоне 1975/76 и краткосрочное участие в Кубке УЕФА. Домашние матчи проводит на стадионе «Дино Мануцци», вмещающем 23 860 зрителей. Последний раз «Чезена» была в Серии A в сезоне 2014/15, по окончании которого выбыла в Серию B.

## История
Основан в 1940 году, в 1968 году впервые попал в Серию B, а в высший дивизион Италии впервые попал в 1976 году. С такими игроками, как Пьерлуиджи Чера и Джанлуиджи Савольди, клуб в дебютном сезоне хорошо выступил и занял 11 место, повторив это достижение в следующем году.
Сезон 2008/09 клуб провёл в Серии С1, но заняв там первое место добился права выступать в сезоне 2009/10 в Серии B. Последний раз в Серии А «Чезена» выступала в сезоне 1990/91, всего в высшем итальянском дивизионе клуб провёл 10 лет, наивысшим достижением является 6-е место в сезоне 1975/76. По итогам сезона 2009/10 «Чезена» заняла второе место и получила право выступать в Серии А в сезоне 2010/11. В первом же своём сезоне в Серии А, где клуб получил право выступать после долгого перерыва, «морские коньки» отлично проявили себя, избежав вылета и став одним из главных открытий чемпионата 2010/11. Однако в следующем сезоне «Чезена» не смогла подтвердить своих амбиций, несмотря на довольно качественный состав, и финишировала на последнем месте в таблице, выбыв по итогам чемпионата 2011/12 в Серию В.